# لودغر
لودغر (بالألمانية: Liudger)‏ هو قسيس ألماني، ولد في 742 في أوترخت في هولندا، وتوفي في 26 مارس 809 في بيلربك في ألمانيا.